# Giải vô địch bóng đá thế giới các câu lạc bộ 2017
Giải vô địch bóng đá thế giới các câu lạc bộ 2017 (có tên chính thức là FIFA Club World Cup UAE 2017 presented by Alibaba Cloud vì lí do nhà tài trợ) là giải vô địch bóng đá thế giới các câu lạc bộ lần thứ 14, giải bóng đá các câu lạc bộ quốc tế được tổ chức bởi FIFA giữa các đội vô địch từ 6 liên đoàn châu lục, cũng như nhà vô địch giải quốc nội từ nước chủ nhà. Giải đấu được tổ chức ở Các Tiểu vương quốc Ả Rập Thống nhất.
Real Madrid là đương kim vô địch. Họ lọt vào giải đấu với tư cách là nhà vô địch UEFA Champions League 2016-17, trở thành đội đương kim vô địch đầu tiên lọt vào giải đấu này 2 năm liền, và sau khi vô địch, họ trở thành đội đầu tiên bảo vệ thành công chức vô địch.

## Các đội tham dự
7 đội sau đây lọt vào giải đấu.
| Đội                  | Liên đoàn            | Lọt vào với tư cách                       | Ngày lọt vào         | Lần tham dự (in đậm thể hiện năm vô địch)                                |
| Tham dự vòng bán kết | Tham dự vòng bán kết | Tham dự vòng bán kết                      | Tham dự vòng bán kết | Tham dự vòng bán kết                                                     |
| -------------------- | -------------------- | ----------------------------------------- | -------------------- | ------------------------------------------------------------------------ |
| Grêmio               | CONMEBOL             | Vô địch Copa Libertadores 2017            | 29 tháng 11 năm 2017 | Thứ 1                                                                    |
| Real MadridTH        | UEFA                 | Vô địch UEFA Champions League 2016-17     | 3 tháng 6 năm 2017   | Thứ 4 (Các lần trước đó: 2000, 2014, 2016)                               |
| Tham dự vòng hai     |                      |                                           |                      |                                                                          |
| Urawa Red Diamonds   | AFC                  | Vô địch AFC Champions League 2017         | 25 tháng 11 năm 2017 | Thứ 2 (Các lần trước đó: 2007)                                           |
| Wydad Casablanca     | CAF                  | Vô địch CAF Champions League 2017         | 4 tháng 11 năm 2017  | Thứ 1                                                                    |
| Pachuca              | CONCACAF             | Vô địch CONCACAF Champions League 2016-17 | 26 tháng 4 năm 2017  | Thứ 4 (Các lần trước đó: 2007, 2008, 2010)                               |
| Tham dự vòng một     |                      |                                           |                      |                                                                          |
| Auckland City        | OFC                  | Vô địch OFC Champions League 2017         | 7 tháng 5 năm 2017   | Thứ 9 (Các lần trước đó: 2006, 2009, 2011, 2012, 2013, 2014, 2015, 2016) |
| Al-Jazira            | AFC (Chủ nhà)        | Vô địch UAE Pro-League 2016-17            | 11 tháng 9 năm 2017  | Thứ 1                                                                    |

Ghi chú
1. ↑  Al-Jazira vô địch giải UAE Pro-League 2016-17 vào ngày 29 tháng 4 năm 2017. Quyền tham dự FIFA Club World Cup 2017 của họ chính thức được xác nhận sau khi Al-Ain trở thành đội bóng cuối cùng của UAE bị loại khỏi AFC Champions League 2017.

## Địa điểm
Hai địa điểm được chọn là Sân vận động Thành phố Thể thao Zayed ở Abu Dhabi và Sân vận động Hazza bin Zayed ở Al Ain.
| Sân vận động Thành phố Thể thao Zayed                                                                   | Sân vận động Hazza bin Zayed                   |
| 24°24′57,92″B 54°27′12,93″Đ / 24,4°B 54,45°Đ                                                            | 24°14′44,14″B 55°42′59,7″Đ / 24,23333°B 55,7°Đ |
| Sức chứa: 43.000                                                                                        | Sức chứa: 22.717                               |
| |                                                |
| Abu DhabiAl AinGiải vô địch bóng đá thế giới các câu lạc bộ 2017 (Các Tiểu vương quốc Ả Rập Thống nhất) |                                                |

## Tổ trọng tài trận đấu
Tổng cộng có 6 trọng tài chính, 12 trợ lí trọng tài, và 8 trợ lí trọng tài video được bổ nhiệm cho giải đấu này.
| Liên đoàn | Trọng tài          | Trợ lí trọng tài                         | Trợ lí trọng tài video                        |
| --------- | ------------------ | ---------------------------------------- | --------------------------------------------- |
| AFC       | Ravshan Irmatov    | Abdukhamidullo Rasulov Jakhongir Saidov  | Abdulrahman Al-Jassim                         |
| CAF       | Malang Diedhiou    | Djibril Camara El Hadji Malick Samba     |                                               |
| CONCACAF  | César Arturo Ramos | Marvin Torrentera Miguel Ángel Hernández | Mark Geiger                                   |
| CONMEBOL  | Sandro Ricci       | Emerson de Carvalho Marcelo van Gasse    | Andrés Cunha Wilton Sampaio Mauro Vigliano    |
| OFC       | Matthew Conger     | Simon Lount Tevita Makasini              |                                               |
| UEFA      | Felix Brych        | Mark Borsch Stefan Lupp                  | Artur Soares Dias Clément Turpin Felix Zwayer |

## Đội hình
Mỗi đội phải đăng ký 23 cầu thủ (3 trong số đó là thủ môn). Trường hợp chấn thương được phép thay thế cho đến 24 giờ trước trận đấu đầu tiên của đội. Đội hình chính thức được công bố bởi FIFA vào ngày 30 tháng 11 năm 2017.

## Các trận đấu
Lễ bốc thăm được diễn ra vào ngày 9 tháng 10 năm 2017, lúc 12:00 GST (UTC+4) tại Abu Dhabi để xác định các cặp đấu ở vòng hai, và đối thủ mà hai đội chiến thắng ở vòng hai đối đầu ở bán kết. Tại thời điểm diễn ra lễ bốc thăm, danh tính của các đội đại diện cho AFC, CAF, CONMEBOL không được biết.
Nếu trận đấu hoà sau thời gian thi đấu chính thức:
- Đối với các trận đấu loại, hiệp phụ được áp dụng. Nếu vẫn hoà sau thời gian hiệp phụ, loạt sút luân lưu được diễn ra để quyết định đội chiến thắng.
- Đối với các trận đấu tranh hạng năm và hạng ba, hiệp phụ không được áp dụng, và loạt sút luân lưu được diễn ra để quyết định đội chiến thắng.

|  | Vòng một             | Vòng một             |                         |                | Vòng hai               | Vòng hai               |                    |                    | Bán kết | Bán kết |  |  | Chung kết               | Chung kết               |
|  | 6 tháng 12 – Al Ain  |                      |                         |                |                        |                        |                    |                    |         |         |  |  |                         |                         |
|  | Al-Jazira            | 1                    |                         |                | 9 tháng 12 – Abu Dhabi | 9 tháng 12 – Abu Dhabi |                    |                    |         |         |  |  |                         |                         |
|  | Al-Jazira            | 1                    |                         |                | 9 tháng 12 – Abu Dhabi | 9 tháng 12 – Abu Dhabi |                    |                    |         |         |  |  |                         |                         |
|  | Auckland City        | 0                    |                         |                | Al-Jazira              | 1                      |                    |                    |         |         |  |  |                         |                         |
|  | Auckland City        | 0                    | 13 tháng 12 – Abu Dhabi |                | Al-Jazira              | 1                      |                    |                    |         |         |  |  |                         |                         |
|  |                      |                      |                         |                | Urawa Red Diamonds     | 0                      |                    |                    |         |         |  |  |                         |                         |
|  | Al-Jazira            | 1                    |                         |                | Urawa Red Diamonds     | 0                      |                    |                    |         |         |  |  |                         |                         |
|  | Al-Jazira            | 1                    |                         |                |                        |                        |                    |                    |         |         |  |  |                         |                         |
|  |                      |                      | Real Madrid             | 2              |                        |                        |                    |                    |         |         |  |  |                         |                         |
|  |                      |                      | Real Madrid             | 2              |                        |                        |                    |                    |         |         |  |  |                         |                         |
|  |                      |                      | 16 tháng 12 – Abu Dhabi |                |                        |                        |                    |                    |         |         |  |  |                         |                         |
|  |                      |                      |                         |                |                        |                        |                    |                    |         |         |  |  |                         |                         |
|  | Real Madrid          | 1                    |                         |                |                        |                        |                    |                    |         |         |  |  |                         |                         |
|  | Real Madrid          | 1                    | 9 tháng 12 – Abu Dhabi  |                |                        |                        |                    |                    |         |         |  |  |                         |                         |
|  |                      | Grêmio               | 0                       |                |                        |                        |                    |                    |         |         |  |  |                         |                         |
|  |                      |                      | 0                       | Pachuca (h.p.) | 1                      |                        |                    |                    |         |         |  |  |                         |                         |
|  | 12 tháng 12 – Al Ain |                      |                         | Pachuca (h.p.) | 1                      |                        |                    |                    |         |         |  |  |                         |                         |
|  |                      | Wydad Casablanca     | 0                       |                |                        |                        |                    |                    |         |         |  |  |                         |                         |
|  | Grêmio (h.p.)        | Wydad Casablanca     | 0                       | 1              |                        |                        |                    |                    |         |         |  |  |                         |                         |
|  | Grêmio (h.p.)        | Trận tranh hạng năm  | Trận tranh hạng năm     | 1              |                        |                        | Trận tranh hạng ba | Trận tranh hạng ba |         |         |  |  |                         |                         |
|  |                      | Trận tranh hạng năm  | Trận tranh hạng năm     |                | Pachuca                | 0                      | Trận tranh hạng ba | Trận tranh hạng ba |         |         |  |  |                         |                         |
|  | Wydad Casablanca     | 2                    | Al-Jazira               | 1              | Pachuca                | 0                      |                    |                    |         |         |  |  |                         |                         |
|  | Wydad Casablanca     | 2                    | Al-Jazira               | 1              |                        |                        |                    |                    |         |         |  |  |                         |                         |
|  | Urawa Red Diamonds   | 3                    | Pachuca                 | 4              |                        |                        |                    |                    |         |         |  |  |                         |                         |
|  | Urawa Red Diamonds   | 3                    | Pachuca                 | 4              |                        |                        |                    |                    |         |         |  |  |                         |                         |
|  | 12 tháng 12 – Al Ain | 12 tháng 12 – Al Ain |                         |                |                        |                        |                    |                    |         |         |  |  | 16 tháng 12 – Abu Dhabi | 16 tháng 12 – Abu Dhabi |

Tất cả thời gian là giờ địa phương, GST (UTC+4).

### Vòng một
| Al-Jazira     | 1–0      | Auckland City |
| ------------- | -------- | ------------- |
| Romarinho 38' | Chi tiết |               |

### Vòng hai
| Pachuca     | 1–0 (s.h.p.) | Wydad Casablanca |
| ----------- | ------------ | ---------------- |
| Guzmán 112' | Chi tiết     |                  |

| Al-Jazira    | 1–0      | Urawa Red Diamonds |
| ------------ | -------- | ------------------ |
| Mabkhout 52' | Chi tiết |                    |

### Trận tranh hạng năm
| Wydad Casablanca                     | 2–3      | Urawa Red Diamonds                  |
| ------------------------------------ | -------- | ----------------------------------- |
| - Haddad 21' - Hajhouj 90+4' (ph.đ.) | Chi tiết | - Maurício 18', 60' - Kashiwagi 26' |

### Bán kết
| Grêmio      | 1–0 (s.h.p.) | Pachuca |
| ----------- | ------------ | ------- |
| Éverton 95' | Chi tiết     |         |

| Al-Jazira       | 1–2      | Real Madrid              |
| --------------- | -------- | ------------------------ |
| - Romarinho 41' | Chi tiết | - Ronaldo 53' - Bale 81' |

### Trận tranh hạng ba
| Al-Jazira     | 1–4      | Pachuca                                                             |
| ------------- | -------- | ------------------------------------------------------------------- |
| - Mubarak 57' | Chi tiết | - Urretaviscaya 37' - Jara 60' - De la Rosa 79' - Sagal 84' (ph.đ.) |

### Chung kết
| Real Madrid   | 1–0      | Grêmio |
| ------------- | -------- | ------ |
| - Ronaldo 53' | Chi tiết |        |

## Cầu thủ ghi bàn
| Hạng | Cầu thủ                | Đội                | Bàn thắng |
| ---- | ---------------------- | ------------------ | --------- |
| 1    | Maurício Antônio       | Urawa Red Diamonds | 2         |
| 1    | Romarinho              | Al-Jazira          | 2         |
| 1    | Cristiano Ronaldo      | Real Madrid        | 2         |
| 4    | Gareth Bale            | Real Madrid        | 1         |
| 4    | Roberto de la Rosa     | Pachuca            | 1         |
| 4    | Éverton                | Grêmio             | 1         |
| 4    | Víctor Guzmán          | Pachuca            | 1         |
| 4    | Ismail Haddad          | Wydad Casablanca   | 1         |
| 4    | Reda Hajhouj           | Wydad Casablanca   | 1         |
| 4    | Franco Jara            | Pachuca            | 1         |
| 4    | Yōsuke Kashiwagi       | Urawa Red Diamonds | 1         |
| 4    | Ali Mabkhout           | Al-Jazira          | 1         |
| 4    | Khalfan Mubarak        | Al-Jazira          | 1         |
| 4    | Ángelo Sagal           | Pachuca            | 1         |
| 4    | Jonathan Urretaviscaya | Pachuca            | 1         |

Nguồn: FIFA